# DDR-Fußball-Bezirksliga 1966/67
Die DDR-Bezirksliga wurde mit der Saison 1966/67 zum 15. Mal ausgetragen und war die höchste Spielklasse eines Bezirks sowie die dritthöchste im Ligasystem auf dem Gebiet des DFV.
Der Spielbetrieb der 15 Bezirksligen wurde vom jeweiligen Bezirksfachausschuss (BFA) durchgeführt. Wurde der Meister in 14 Bezirken in einer eingleisigen Liga ermittelt, geschah dies in Karl-Marx-Stadt weiterhin zweigleisig.
Nach dieser Spielzeit gab es wie im Vorjahr keine direkten Aufsteiger in die übergeordnete DDR-Liga, für die erstmals Zweitvertretungen aufstiegsberechtigt waren. Die Bezirksmeister qualifizierten sich für die Aufstiegsrunde zur DDR-Liga, in der dann in drei Gruppen zu je fünf Mannschaften die sechs Aufsteiger ermittelt wurden. Als Zweitplatzierte der Bezirksligen Ost-Berlin und Gera, nahmen die Zweitvertretungen vom FC Vorwärts Berlin und FC Carl Zeiss Jena anstelle der nicht aufstiegsberechtigten Zweitvertretungen vom BFC Dynamo und Wismut Gera an dieser teil. Den Aufstieg schafften aus der Gruppe A Aktivist Schwarze Pumpe und die Zweitvertretung von Hansa Rostock, aus der Gruppe B Fortschritt Weißenfels und Chemie Premnitz sowie aus der Gruppe C die Zweitvertretungen von Carl Zeiss Jena und Rot-Weiß Erfurt.
Die Betriebssportgemeinschaften (BSG) Aktivist Schwarze Pumpe und Chemie Riesa beendeten zum vierten Mal als Sieger ihre Bezirksliga, was der BSG Empor Neustrelitz zum dritten Mal gelang. Lediglich die BSG Kali Werra Tiefenort konnte ihren Bezirksmeistertitel aus dem Vorjahr erfolgreich verteidigen.

## Bezirksmeister
| Bezirk           | Mannschaft                  |
| ---------------- | --------------------------- |
| Rostock          | F.C. Hansa Rostock II       |
| Schwerin         | BSG Motor Schwerin          |
| Neubrandenburg   | BSG Empor Neustrelitz       |
| Potsdam          | BSG Chemie Premnitz         |
| Ost-Berlin       | BFC Dynamo II               |
| Frankfurt (Oder) | FSG Dynamo Frankfurt        |
| Magdeburg        | 1. FC Magdeburg II          |
| Halle            | BSG Fortschritt Weißenfels  |
| Leipzig          | BSG Aktivist Espenhain      |
| Cottbus          | BSG Aktivist Schwarze Pumpe |
| Dresden          | BSG Chemie Riesa            |
| Karl-Marx-Stadt  | FC Karl-Marx-Stadt II       |
| Erfurt           | FC Rot-Weiß Erfurt II       |
| Gera             | BSG Wismut Gera II          |
| Suhl             | BSG Kali Werra Tiefenort    |

## Aufstiegsrunde zur DDR-Liga-Saison 1967/68
Sechs Mannschaften aus den 15 Bezirksligen stiegen zur nächsten Saison in die DDR-Liga auf. In drei Gruppen zu je fünf Mannschaften, ermittelten die Bezirksmeister die Aufsteiger. Die beiden Erstplatzierten jeder Gruppe stiegen auf.

### Gruppe A
In der Gruppe A spielten die Meister und Vertreter aus den Bezirken Rostock, Neubrandenburg, Frankfurt (Oder), Cottbus und Ost-Berlin.

Abschlusstabelle
| Pl. | Mannschaft                  | Sp. | S | U | N | Tore    | Diff. | Punkte |
| --- | --------------------------- | --- | - | - | - | ------- | ----- | ------ |
| 1.  | BSG Aktivist Schwarze Pumpe | 4   | 3 | 1 | 0 | 006:200 | +4    | 07:10  |
| 2.  | F.C. Hansa Rostock II       | 4   | 3 | 0 | 1 | 012:600 | +6    | 06:20  |
| 3.  | FC Vorwärts Berlin II       | 4   | 1 | 2 | 1 | 004:500 | −1    | 04:40  |
| 4.  | FSG Dynamo Frankfurt        | 4   | 1 | 1 | 2 | 003:600 | −3    | 03:50  |
| 5.  | BSG Empor Neustrelitz       | 4   | 0 | 0 | 4 | 002:800 | −6    | 0:80   |

Kreuztabelle

Die Kreuztabelle stellt die Ergebnisse aller Spiele dieser Aufstiegsrunde dar. Die Heimmannschaft ist in der linken Spalte aufgelistet und die Gastmannschaft in der obersten Reihe.
| Gruppe A 20. Mai 1967 – 17. Juni 1967 | Gruppe A 20. Mai 1967 – 17. Juni 1967 |     |     |     |     |     |
| ------------------------------------- | ------------------------------------- | --- | --- | --- | --- | --- |
| 1.                                    | BSG Aktivist Schwarze Pumpe           |     | 2:1 | –   | –   | 2:1 |
| 2.                                    | F.C. Hansa Rostock II                 | –   |     | 4:2 | –   | 4:1 |
| 3.                                    | FC Vorwärts Berlin II                 | 0:0 | –   |     | 1:1 | –   |
| 4.                                    | FSG Dynamo Frankfurt                  | 0:2 | 1:3 | –   |     | –   |
| 5.                                    | BSG Empor Neustrelitz                 | –   | –   | 0:1 | 0:1 |     |

### Gruppe B
In der Gruppe B spielten die Meister aus den Bezirken Schwerin, Potsdam, Magdeburg, Halle und Leipzig.

Abschlusstabelle
| Pl. | Mannschaft                 | Sp. | S | U | N | Tore    | Diff. | Punkte |
| --- | -------------------------- | --- | - | - | - | ------- | ----- | ------ |
| 1.  | BSG Fortschritt Weißenfels | 4   | 3 | 1 | 0 | 010:300 | +7    | 07:10  |
| 2.  | BSG Chemie Premnitz        | 4   | 1 | 2 | 1 | 005:200 | +3    | 04:40  |
| 3.  | BSG Aktivist Espenhain     | 4   | 0 | 4 | 0 | 004:400 | ±0    | 04:40  |
| 4.  | 1. FC Magdeburg II         | 4   | 1 | 1 | 2 | 006:100 | −4    | 03:50  |
| 5.  | BSG Motor Schwerin         | 4   | 0 | 2 | 2 | 002:800 | −6    | 02:60  |

Kreuztabelle

Die Kreuztabelle stellt die Ergebnisse aller Spiele dieser Aufstiegsrunde dar. Die Heimmannschaft ist in der linken Spalte aufgelistet und die Gastmannschaft in der obersten Reihe.
| Gruppe B 20. Mai 1967 – 17. Juni 1967 | Gruppe B 20. Mai 1967 – 17. Juni 1967 |     |     |     |     |     |
| ------------------------------------- | ------------------------------------- | --- | --- | --- | --- | --- |
| 1.                                    | BSG Fortschritt Weißenfels            |     | –   | 1:1 | 6:2 | –   |
| 2.                                    | BSG Chemie Premnitz                   | 0:1 |     | –   | –   | 4:0 |
| 3.                                    | BSG Aktivist Espenhain                | –   | 0:0 |     | –   | 1:1 |
| 4.                                    | 1. FC Magdeburg II                    | –   | 1:1 | 0:0 |     | –   |
| 5.                                    | BSG Motor Schwerin                    | 0:2 | –   | –   | 1:1 |     |

### Gruppe C
In der Gruppe C spielten die Meister und Vertreter aus den Bezirken Dresden, Karl-Marx-Stadt, Erfurt, Gera und Suhl.

Abschlusstabelle
| Pl. | Mannschaft               | Sp. | S | U | N | Tore    | Diff. | Punkte |
| --- | ------------------------ | --- | - | - | - | ------- | ----- | ------ |
| 1.  | FC Carl Zeiss Jena II    | 4   | 2 | 2 | 0 | 005:300 | +2    | 06:20  |
| 2.  | FC Rot-Weiß Erfurt II    | 4   | 1 | 3 | 0 | 007:400 | +3    | 05:30  |
| 3.  | BSG Chemie Riesa         | 4   | 2 | 1 | 1 | 006:700 | −1    | 05:30  |
| 4.  | FC Karl-Marx-Stadt II    | 4   | 0 | 2 | 2 | 002:400 | −2    | 02:60  |
| 5.  | BSG Kali Werra Tiefenort | 4   | 0 | 2 | 2 | 001:300 | −2    | 02:60  |

Kreuztabelle

Die Kreuztabelle stellt die Ergebnisse aller Spiele dieser Aufstiegsrunde dar. Die Heimmannschaft ist in der linken Spalte aufgelistet und die Gastmannschaft in der obersten Reihe.
| Gruppe C 20. Mai 1967 – 17. Juni 1967 | Gruppe C 20. Mai 1967 – 17. Juni 1967 |     |     |     |     |     |
| ------------------------------------- | ------------------------------------- | --- | --- | --- | --- | --- |
| 1.                                    | FC Carl Zeiss Jena II                 |     | 1:1 | –   | 2:1 | –   |
| 2.                                    | FC Rot-Weiß Erfurt II                 | –   |     | 5:2 | –   | 0:0 |
| 3.                                    | BSG Chemie Riesa                      | 1:1 | –   |     | 1:0 | –   |
| 4.                                    | FC Karl-Marx-Stadt II                 | –   | 1:1 | –   |     | 0:0 |
| 5.                                    | BSG Kali Werra Tiefenort              | 0:1 | –   | 1:2 | –   |     |